# 貝爾山 (沙克爾頓海岸)
84°4′S 167°30′E / 84.067°S 167.500°E
貝爾山是南極洲的山峰，位於沙克爾頓海岸，是格林德利高原的東北側，處於麥克拉爾山東南面11公里，海拔高度4,305米，現時由南極條約體系管理。